# Suzie McConnell-Serio
Suzie McConnell-Serio (Pittsburgh, 29 juli 1966) is een voormalig Amerikaans basketbalspeelster. Zij won met het Amerikaans basketbalteam de gouden medaille tijdens de Olympische Zomerspelen 1988. En brons op de Olympische Zomerspelen 1992. Ook won ze met het nationale team in 1986 het Wereldkampioenschap basketbal. 
McConnell-Serio speelde voor het team van de Pennsylvania State University. Ze maakte in 1998 haar WNBA-debuut bij de Cleveland Rockers. In totaal heeft ze 3 seizoenen in de WNBA gespeeld. 
Tijdens de Olympische Zomerspelen 1988 in Seoel won ze olympisch goud door  Joegoslavië te verslaan in de finale. Tijdens de Olympische Zomerspelen 1992 in Barcelona verloor het Amerikaanse team in de halve finales en wist uiteindelijk Cuba te verslaan voor het brons.
McConnell-Serio werd in 2008 toegevoegd aan de Women’s Basketball Hall of Fame. Na haar carrière als speler werd zij basketbalcoach. In 2003 werd ze coach van de Minnesota Lynx en werd een jaar later gekozen tot WNBA Coach of the Year. Van 2013 tot 2018 was ze coach van het vrouwenteam van de Universiteit van Pittsburgh.